# MuLab
MuLab — приложение для работы с цифровым аудио для платформ MacOS и Windows. Он разработан небольшой компанией MuTools, базирующейся в Бельгии.
Хотя основной целью MuLab является электронная музыка, её можно использовать и для других музыкальных жанров. Это может быть также интересно в образовательных целях людям, изучающим цифровую обработку звука.

## Версии
MuLab может работать в двух режимах: MuLab Free (бесплатно, ограничено 4 треками) и MuLab UL (платный, безлимитный режим).
Оба режима полностью функциональны, но разница в том, что когда вы нарушаете одно из ограничений MuLab Free, вы переходите в демонстрационный режим и звук не воспроизводится.

## Особенности
MuLab обладает большинством функций стандартного полного DAW: аудио / MIDI-запись, MIDI-секвенирование, микширование, автоматизация, взаимодействие с поверхностью управления, многоядерные, стандартные синтезаторы, семплеры и эффекты, мульти-проекты и шаблоны и т. д.
MuLab имеет внутреннюю архитектуру, построенную вокруг модульной системы (Mux), позволяющей настраивать инструменты и эффекты, рисуя графики модулей.
MuLab также является открытой средой, поддерживающей существующие плагины VST.